# 竹尾 (新潟市)
竹尾（たけお）は、新潟県新潟市東区の町字。現行行政地名は竹尾一丁目から竹尾四丁目と大字竹尾。住居表示は一丁目から四丁目が実施済み区域、大字が未実施区域。郵便番号は950-0862。

## 概要
1980年（昭和55年）から現在までの町名。栗ノ木川東方の砂丘上に位置する。もとは江戸時代から1889年（明治22年）まであった竹尾新田の区域の一部で、1889年（明治22年）から1980年（昭和55年）まであった大字竹尾が町名を施行して町丁となった。地名の由来は寺山から繁茂している竹が、この近辺を末尾として姿を消していたことによる。
交通の便が良いことから住宅地として発展。1969年（昭和44年）の卸団地造成以後に急速に宅地化した。

### 隣接する町字
1889年（明治22年）以後に、以下の町字が分立。
- 牡丹山
- 上木戸
- はなみずき
- 下場
- 竹尾卸新町
- 卸新町
- 紫竹
- 中山

## 歴史
1636年（寛永13年）の開発とされる。

### 分立した町字
1889年（明治22年）以後に、以下の町字が分立。
竹尾卸新町（たけおおろししんまち）
1980年（昭和55年）に分立した町字。

### 年表
- 1889年（明治22年）4月1日 : 合併により木戸村の大字となる。当初は竹尾新田と称した。
- 1901年（明治34年）11月1日 : 合併により石山村の大字となる。
- 1943年（昭和18年）5月3日 : 合併により新潟市の大字となる。
- 2007年（平成19年）4月1日 : 新潟市の政令指定都市移行により、東区の大字となる。

## 世帯数と人口
2018年（平成30年）1月31日現在の世帯数と人口は以下の通りである。
| 大字・丁目 | 世帯数    | 人口    |
| ---------- | --------- | ------- |
| 竹尾       | 53世帯    | 122人   |
| 竹尾一丁目 | 76世帯    | 210人   |
| 竹尾二丁目 | 331世帯   | 760人   |
| 竹尾三丁目 | 361世帯   | 821人   |
| 竹尾四丁目 | 218世帯   | 533人   |
| 計         | 1,039世帯 | 2,446人 |

## 小・中学校の学区
市立小・中学校に通う場合、学区は以下の通りとなる。
| 大字・丁目 | 番地 | 小学校               | 中学校             |
| ---------- | --- | -------------------- | ------------------ |
| 竹尾       | 455番地、461～499番地 500～515番地、542～564番地 566～570番地、572～586番地 617～625番地、648〜649番地 652〜653番地、655番地 702～709番地               | 新潟市立牡丹山小学校 | 新潟市立木戸中学校 |
| 竹尾       | 126～349番地、387～452番地 456～460番地、626～647番地 650〜651番地、654番地 656～701番地、710～828番地 830～841番地、847番地 876～901番地、924～934番地 | 新潟市立竹尾小学校   | 新潟市立木戸中学校 |
| 竹尾一丁目 | 全域 | 新潟市立竹尾小学校   | 新潟市立木戸中学校 |
| 竹尾二丁目 | 全域 | 新潟市立竹尾小学校   | 新潟市立木戸中学校 |
| 竹尾三丁目 | 全域 | 新潟市立竹尾小学校   | 新潟市立木戸中学校 |
| 竹尾四丁目 | 全域 | 新潟市立牡丹山小学校 | 新潟市立木戸中学校 |

## 主な企業・施設
- 新潟市立竹尾小学校
- 新潟地域振興局 県税部
- スーパーオートバックス 新潟竹尾店

## 交通

### 道路
- 国道7号（新潟バイパス）
  - 竹尾IC
- 新潟県道4号新潟港横越線

### バス
- 新潟交通 E6 竹尾線
- 新潟交通 E7 はなみずき線
- 新潟市東区区バス